# Haighův prostor
Haighův prostor, zvaný též Haighův-Westergaardův prostor, či prostor hlavních napětí, je trojrozměrný kartézský prostor, jehož souřadnice představují velikost hlavních napětí, která charakterizují napjatost v bodě tělesa. Haighův prostor se používá při popisu chování izotropních materiálů a posuzování jejich mezních stavů.

Zobrazení mezní plochy plasticity dle hypotézy největšího smykového napětí v Haighově prostoru.

V Haighově prostoru jsou definovány dvě významné množiny bodů:
- Hydrostatická osa je množina bodů definovaná předpisem

{\displaystyle \sigma _{1}=\sigma _{2}=\sigma _{3}}
kde {\displaystyle \sigma _{1}}, {\displaystyle \sigma _{2}} a {\displaystyle \sigma _{3}} jsou hlavní napětí. Hydrostatická osa reprezentuje všestrannou rovnoměrnou tahovou či tlakovou napjatost v bodě tělesa.
- Deviátorová rovina je množina bodů definovaná předpisem

{\displaystyle \sigma _{1}+\sigma _{2}+\sigma _{3}=0}
jež představuje rovinu, která je kolmá na hydrostatickou osu a prochází počátkem souřadnic. Deviátorová rovina se užívá při popisu chování, které nezávisí na všestranném rovnoměrném tahu či tlaku. Například u některých kovových materiálů nemá všestranný rovnoměrný tah či tlak v prvním přiblížení vliv na dosažení mezního stavu pružnosti, tj. na iniciaci trvalé deformace materiálu. Proto při popisu napjatosti, která vede ke vzniku počáteční trvalé deformace, stačí pracovat s kolmým průmětem bodů v Haighově prostoru do deviátorové roviny.

## Historie
V roce 1919 uveřejnil britský inženýr a pozdější profesor aplikované mechaniky na Royal Naval College v Greenwichi Bernard Parker Haigh příspěvek zabývající se predikcí mezního stavu pružnosti pomocí hypotézy limitní (celkové) hustoty deformační energie. Toto hypotéza je dnes známa jako Beltramiho-Haighova hypotéza. Pro lepší názornost použil Haigh zobrazení svého kritéria v prostoru hlavních napětí. Haigh pak pokračoval srovnáním svého kritéria s výsledky experimentů a srovnáním se třemi dalšími hypotézami mezního stavu pružnosti - hypotéza největšího hlavního napětí (Rankinova hypotéza), hypotéza největšího smykového napětí (Trescova hypotéza) a hypotéza největšího hlavního přetvoření (Saint-Venantova hypotéza), přičemž se nezabýval jejich zobrazením v prostoru hlavních napětí. Tiskem vyšel tento Haighův příspěvek v lednu roku 1920.
V květnu roku 1920 vyšel článek dánského inženýra Harolda Malcolma Westergaarda, pozdějšího profesora teoretické a aplikované mechaniky na University of Illinois a profesora stavebního inženýrství na Harvardově univerzitě, zaměřený na porovnání kombinované hypotézy největšího smykového napětí a největšího hlavního přetvoření (Beckerova hypotéza) se třemi výše zmíněnými hypotézami mezního stavu pružnosti. Při popisu jednotlivých hypotéz se Westergaard zaměřil i na jejich zobrazení v prostoru hlavních napětí. Na závěr Westergaard uvádí, že poté, co dokončil práci na svém příspěvku, vyšel Haighův článek. Pro doplnění pak Westergaard ještě porovnal Beckerovu hypotézu s hypotézou Beltramiho-Haighovou.